# باشگاه فوتبال نایپیداو
باشگاه فوتبال نایپیداو یک باشگاه فوتبال حرفه‌ای مستقر در ورزشگاه وونا تایکیاندی در نایپیداو، میانمار بود. این باشگاه که متعلق به تاجر فیو کو کو تینت سان است، در سال ۲۰۱۰ تأسیس شد و به عنوان نایب قهرمانی جام حذفی میانمار ۲۰۱۲ رسید.
باشگاه فوتبال نایپیداو به عنوان یک باشگاه نیمه حرفه‌ای در لیگ میانمار، که بالاترین لیگ فوتبال در میانمار بود، بازی می‌کرد. اولین سرمربی زاو وین و مربی سن لوین بودند. از سال ۲۰۱۰، باشگاه فوتبال نایپیداو به عنوان یک باشگاه فوتبال حرفه‌ای به لیگ ملی میانمار، که از لیگ میانمار تغییر نام داده بود، تغییر یافت.